# 財政金融委員会

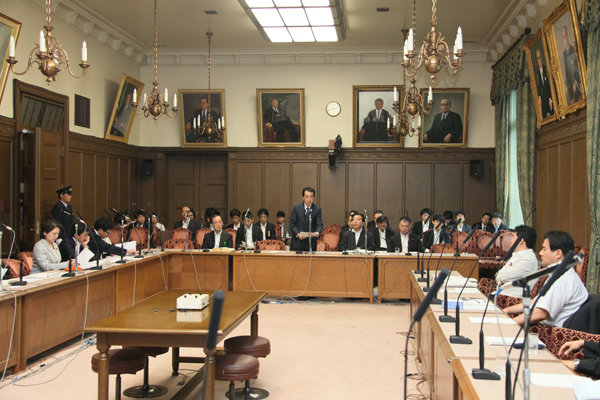
2011年8月、参議院財政金融委員会の様子

財政金融委員会（ざいせいきんゆういいんかい）は、日本の参議院における常任委員会の一つ。国会法第41条3項5号に規定される。

## 概要
財政金融委員会は、参議院のみに置かれる常任委員会である。財政金融委員会が最初に置かれたのは、2001年1月31日に召集された第151回国会である。財政金融委員会は議院規則により所管が定められており、財務省、金融庁所管のうち予算委員会と決算委員会の所管事項を除くものを対象とする（参議院規則74条5号）。具体的には、財政政策、金融政策等などである。
委員会の委員は、議院において選任される（国会法42条1項）。委員の選任は、すべて議長の指名によって行われる（参議院規則30条1項）。実際には、各議院運営委員会において、各会派の議席数に応じて各委員会の委員の員数も配分され、個別の人事は配分された員数の範囲内で各会派によって行われる。
委員長は、委員の互選（国会法第25条）もしくは議長において指名（参議院規則16条2項）で選任されると定められているが、後者の場合がほとんどである。この場合、事前に各会派間で協議された常任委員長各会派割当てと会派申出の候補者に基づいておこなわれる。なお、委員長に事故があった場合は理事が職務を行うことになっている（参議院規則31条3項）。
理事の選任は委員の互選（参議院規則32条2項）となっているが、第1回国会以来すべて委員長の指名により行われている。理事の員数および各会派割当ては議院運営委員会で決定した基準により、選挙など会派の構成が大きく変わった際に見直される。
2001年1月に実施された中央省庁再編で大蔵省に代わり財務省が設置されたことを受けて設置された委員会であり、それまでの財政・金融委員会や大蔵委員会と同じ性格を有す。

## 参議院

### 組織
参議院財政金融委員会の員数は25人である（参議院規則74条）。委員長1名、理事数名が選出または指名される（参議院規則第16条及び31条）。
参議院財政金融委員会の組織
2025年（令和7年）8月1日現在
- 財政金融委員長
  - 宮沢洋一（自由民主党）

- 委員
  - 大家敏志、櫻井充、西田昌司、野上浩太郎、船橋利実、古川俊治、牧野京夫、松山政司、三原じゅん子（自由民主党）
  - 熊谷裕人、小島とも子、柴愼一、福士珠美（立憲民主・社民・無所属）
  - 上田清司、奥村祥大、平戸航太（国民民主党・新緑風会）
  - 杉久武、横山信一（公明党）
  - 浅田均、岡崎太（日本維新の会）
  - 塩入清香、松田学（参政党）
  - 小池晃（日本共産党）
  - 大島九州男（れいわ新選組）

### 所管事項
参議院財政金融委員会の所管事項は以下の通り（参議院規則74条）。
1. 財務省の所管に属する事項（予算委員会及び決算委員会の所管に属する事項を除く。）
2. 金融庁の所管に属する事項

国政調査案件
1. 財政及び金融等に関する事項

## 所管国務大臣
委員会が審査又は調査を行うときは、政府に対する委員の質疑は、国務大臣又は内閣官房副長官、副大臣若しくは大臣政務官に対して行う（衆議院規則45条の2、参議院規則42条の2）。どの国務大臣等に対して出席を求めるかは、各議院の委員会において、委員長及び理事の協議で決定される。財政金融委員会において出席を求められる主な国務大臣等は、以下の通り。
- 財務大臣兼内閣府特命担当大臣（金融担当）
  - 加藤勝信（自由民主党）
- 財務副大臣
  - 横山信一（公明党）
  - 斎藤洋明（自由民主党）
- 財務大臣政務官
  - 東国幹（自由民主党）
  - 土田慎（自由民主党）